# Снайпер: Наследие
«Снайпер: Наследие» (англ. Sniper: Legacy) — американский боевик 2014 года режиссёра Дона Майкла Пола. Это пятая часть франшизы и продолжение фильмов «Снайпер», «Снайпер 2», «Снайпер 3» и «Снайпер 4: Перезагрузка». В 2016 году вышел сиквел — «Снайпер: Воин-призрак». Фильм вышел в формате direct-to-video 30 сентября 2014 года и получил смешанные отзывы критиков.

## Сюжет
Брэндон Бэккет (Чад Коллинз), узнаёт о гибели своего отца Томаса (Том Беренджер), убитого американским снайпером-дезертиром. Брэндон собирает команду стрелков для поиска убийцы. Однако, он вскоре узнаёт, что отец жив, а самого Брэндона использует его командир (Деннис Хэйсберт) для поимки легендарного снайпера Томаса Бэккета.